# Ahuacuotzingo
Ahuacuotzingo är en kommun i Mexiko.   Den ligger i delstaten Guerrero, i den sydöstra delen av landet, 190 km söder om huvudstaden Mexico City. Antalet invånare är 4 543. Arean är 388 kvadratkilometer.
Terrängen i Ahuacuotzingo är kuperad åt nordost, men åt sydväst är den bergig.
Följande samhällen finns i Ahuacuotzingo:
- Alpuyecancingo de las Montañas
- Xocoyolzintla
- Pochutla
- Tecolcuautla
- Tecozajca
- San Juan
- Tecoanapa
- Mitlancingo
- Santa Catarina
- Ostoyahualco
- Tlalcomulco
- Rincón de Cozahuapa
- Ajuatetla
- Trapiche Viejo
- Tepoxtlán
- Agua Zarca
- Las Juntas
- Zacualpa
- Rincón Peñitas
- Xumiltepec
- Tlalchichilco
- Zompazolco
- Lagunillas
- San Andrés
- Tlalxocotitlán
- Ocotepec
- Expitetzintla
- San Miguel Ahuelican
- Santa Rosa
- El Carrizo
- Yerbabuena
- Mazapa
- Loma Bonita